# Polietilén-tereftalát

Polietilén-tereftalát

A polietilén-tereftalát (PET) (C10H8O4)n az egyik legelterjedtebb polikondenzációs műanyag.

## Fizikai és kémiai tulajdonságai
- Részben kristályos, hőre lágyuló műanyag, bár a részben kristályos műanyagok nem átlátszóak, a PET mégis átlátszó, mert a kristályainak mérete kisebb, mint a fény hullámhossza
- Sűrűség: 1,37 g/cm³
- Olvadáspont: 210-270 °C
- Nagyon könnyen hőformázható, mert 70 °C-on elveszti a merevségét
- Jó ütésálló képesség, kiváló átlátszóság, jó hidegállóság
- Jó kémiai ellenálló képesség, gyenge savak, lúgok, olajok, zsírok és aromás szénhidrogének nem támadják meg
- Élelmiszercsomagolásra alkalmas
- Kiváló alakíthatóság, fehéredés nélkül hajlítható
- Vízfelvétele alacsony
- Kiváló mechanikai tulajdonságok
- Jó méretstabilitás
- Mikroorganizmusoknak, ibolyántúli sugárzásnak ellenáll
- Felületi keménysége, kopásállósága nagy, súrlódási tulajdonságai jók

## Felhasználása
- Fröccsöntéssel, extrudálással, fúvással különböző eszközöket állítanak elő belőle.
- Alkalmazzák műszálgyártásra.
- Üreges testek előállítására (A napjainkban használt ásványvizes, üdítős, egyéb élelmiszer csomagolásra használt palackok zöme PET palack).

Készítenek belőle továbbá elektromos és gépkocsi alkatrészeket.
- Az Arnite, Impet and Rynite, Hostaphan, Melinex, Mylar márkanevű fóliák, valamint a Dacron, Terylene és Trevira műszálak anyaga PET.
- A legnépszerűbb kijelzővédő fóliák bázisrétege is PET.
- A PET palackok és tárolók nyersanyagaként használatos, élelmiszeripari és egyéb fogyasztási cikkek (így üdítők, alkoholos italok, tisztító- és kozmetikai szerek, gyógyszerek és növényi olajok csomagolására.

## Újrahasznosítása
A polietilén-tereftalátból  készülő palackok újrahasznosítása csökkenti a szeméttelepekre kerülő hulladék mennyiségét. A csíramentesítéshez szükséges hő tönkretenné a műanyagot, a legtöbb újrahasznosított anyagot ezért alacsonyabb feldolgozottságot igénylő termékek, pl. szőnyegek készítésére használják.